# Dirac, Charente

Dirac este o comună în departamentul Charente, Franța. În 1 ianuarie 2022 avea o populație de 1.509 de locuitori.